# (42) Isis
Pour les articles homonymes, voir Isis (homonymie).
Cet article concerne l'astéroïde. Pour l'exoplanète surnommée Isis de façon inofficielle, voir HD 189733 b.
(42) Isis est un astéroïde de la ceinture principale découvert par Norman Robert Pogson le 23 mai 1856.
Le nom de l'astéroïde a été choisi par Manuel John Johnson, directeur de l'observatoire Radcliffe à Oxford. Bien qu'Isis soit le nom d'une divinité égyptienne, ce nom a été donné en l'honneur de la fille de Pogson, Elizabeth, ou Isis Pogson. De plus, Isis est le nom donné à la Tamise lors de sa traversée d'Oxford.
Le spectre de (42) Isis révèle une forte présence d'olivine, un minéral rare dans la ceinture d'astéroïdes.

## Compléments